# Литвин, Виталий Сергеевич
Вита́лий Серге́евич Литви́н (укр. Віталій Сергійович Литвин; 20 мая 1994, Десна) — украинский военнослужащий, майор, участник российско-украинской войны. Герой Украины (2022).   

## Биография
Виталий Литвин родился и вырос в поселке городского типа Десна Черниговской области. Окончил факультет истории, лингвистики и этнографии Черниговского национального педагогического университета имени Т. Г. Шевченко (ныне — Национальный университет «Черниговский коллегиум» имени Т. Г. Шевченко).
С 2014 года служит в Национальной гвардии Украины — сначала в добровольческом батальоне «Крук», затем, с 2016 года, в 4-й бригаде оперативного назначения.
Занимал должности командира отделения и главного сержанта взвода, неоднократно направлялся в район проведения АТО/ООС, был отмечен нагрудным знаком «За доблестную службу». В августе 2020 года назначен командиром взвода и получил первичное офицерское звание «младший лейтенант».
Отличился во время полномасштабного российского вторжения в Украину. Как командир взвода разведки специального назначения батальонно-тактической группы Национальной гвардии проявил личное мужество и героизм при защите государственного суверенитета и территориальной целостности Украины. Под его руководством личный состав провел специальные операции по отражению российской вооруженной агрессии вблизи села Гречишкино Счастьинского района, городов Северодонецк и Рубежное в Луганской области.
По состоянию на конец 2024 года 30-летний капитан Литвин проходил службу в Отдельной артиллерийской бригаде Национальной гвардии Украины, возглавляя подразделение разведки.

## Награды
- Звание «Герой Украины» с удостоением ордена «Золотая Звезда» (5 июня 2022, посмертно) — за личное мужество и героизм, проявленные в защите государственного суверенитета и территориальной целостности Украины, верность военной присяге[1].